# ألبرت إيشنموسر
ألبرت إيشنموسر (بالإنجليزية: Albert Eschenmoser)(من مواليد 5 أغسطس 1925) هو كيميائي عضوي سويسري اشتهر بعمله في تخليق المركبات الطبيعية غير المتجانسة المعقدة، وأبرزها فيتامين B12. بالإضافة إلى مساهماته المهمة في مجال التخليق العضوي، كان إيشنموسر رائدًا في مجال أصول الحياة من خلال العمل على المسارات الاصطناعية للأحماض النووية الاصطناعية. قبل تقاعده في عام 2009، شغل إيشنموسر مناصب تعليمية ثابتة في المعهد الفدرالي السويسري للتكنولوجيا في زيورخ وفي معهد سكريبس للأبحاث في كاليفورنيا بالإضافة إلى زيارات أساتذة جامعيين في جامعة شيكاغو وجامعة كامبريدج وهارفارد.